# Lake Placid (New York)
Lake Placid falu az Amerikai Egyesült Államokban, New York államban, Essex megyében, az Adirondack-hegységben. A 2000-es népszámláláskor a falu népessége 2638 fő volt. A település a közeli, azonos nevű tóról lett elnevezve. A település 1932-ben és 1980-ban is téli olimpiát rendezhetett.

## Történelem
Lake Placidet az 1800-as évek elején alapították, hogy kiaknázzák a közelben felfedezett vasérc lelőhelyek bányáit. 1840-re North Elba (4 km-re délkeletre a jelenlegi falutól) hat családból állt. 1845-ben érkezett a vidékre Gerrit Smith, aki nem csak sok földet vásárolt a falu körül, hanem nagy területet adott a rabszolgáinak, ezzel megváltoztatta a földtörvényeket és támogatta a rabszolga-felszabadítást.
A 19. században Lake Placidet felfedezték a gazdag és híres emberek, akiket vonzott az elegáns Lake Placid Club és az 1895-ben létrejött Placid Park Club. A klubot 1905 telén is nyitva tartották, így segítve a téli sportok fejlődését a körzetben. (Bár a közeli Saranac tónál már 1889-ben rendeztek téli sportversenyeket). 1921-től már volt a térségben síugró- és gyorskorcsolyapálya, valamint egy síegyesület. 1929-ben a terület képviselői meggyőzték a NOB tagjait, hogy Lake Placidben vannak az Egyesült Államok legjobb téli sportolási lehetőségei.

## Olimpiai történelem
Lake Placid leginkább arról ismert, hogy a svájci St. Moritz és az ausztriai Innsbruck mellett egyike annak a három településnek ahol két alkalommal is megrendezték a téli játékokat. Az első olimpiát 1932-ben, a másodikat 1980-ban rendezték. Különösen emlékezetes volt az 1980-ban lejátszott Szovjetunió-USA jégkorongmérkőzésről, melyen az amerikai egyetemistákból álló csapat legyőzte a világklasszisokkal teletűzdelt szovjet gárdát, ezzel megszerezve az aranyérmet. Az összecsapást azóta is úgy emlegetik, hogy „Csoda a jégen” (Miracle on ice), és az USA sporttörténetének egyik legjelesebb eseményeként tartják számon. Hasonlókép a gyorskorcsolyázásban 1980-ban öt aranyérmet szerző Eric Heiden teljesítményét.

## Szabadidős lehetőségek
Lake Placid jól ismert a téli sportok rajongói között, mint alpesi és sífutó terep. De túrázási, hegyikerékpáros, horgász és golfozási lehetőség is biztosított, valamint itt található a nyugati félteke négy bob pályájának egyike.

## Közlekedés
Lake Placid megközelítését szolgálja a 26 kilométerre található Adirondack Regional Airport a Saranack tavon. A Lake Placid-i repülőtér a falutól délre helyezkedik el, de menetrend szerinti gépek nem használják.
Lake Placiden nem halad át jelentősebb országos út. A legközelebbi fontosabb autópálya az 50 kilométerre található Interstate 87, amely New York és a kanadai határ között biztosítja a közlekedést. Lake Placiddel a közvetlen összeköttetést a 73-as és a 86-os út biztosítja.

## Földrajz
Lake Placid teljes területe 3,9 km², melyből 0,4 km² víz. A falu a Placid-tó déli részének közelében fekszik, de közöttük terül még el a Mirror-tó.

## Népesség
A 2000-es népszámlálás szerint a településen 2638-an éltek 1303 háztartásban, 604 családban. A népsűrűség 738 fő/km. A népesség életkor szerint megoszlása: 22,4% 18 év alatti, 8,5% 18-24 év közötti, 33,2% 25-44 év közötti, 19,3% 45 és 64 év közötti és 16,6% 65 évnél idősebb. Az átlagos életkor 33 év.
A népesség összetétele: 95,75% fehér, 0,68% afroamerikai, 0,45% indián, 0,91% ázsiai, 0,57% csendes-óceáni, 0,19% egyéb, 1,44% több rasszhoz is tartozó.

## Fordítás
- Ez a szócikk részben vagy egészben  a   Lake Placid, New York című angol Wikipédia-szócikk fordításán alapul.  Az eredeti cikk szerkesztőit annak laptörténete sorolja fel. Ez a jelzés csupán a megfogalmazás eredetét és a szerzői jogokat jelzi, nem szolgál a cikkben szereplő információk forrásmegjelöléseként.